# Saint-Étienne-de-Boulogne
Saint-Étienne-de-Boulogne è un comune francese di 361 abitanti situato nel dipartimento dell'Ardèche della regione dell'Alvernia-Rodano-Alpi.

## Società

### Evoluzione demografica
Abitanti censiti